# Castelnau-d’Anglès
Castelnau-d’Anglès ist eine französische Gemeinde mit 91 Einwohnern (Stand 1. Januar 2022) im Département Gers in der Region Okzitanien (vor 2016: Midi-Pyrénées). Sie gehört zum Arrondissement Mirande und zum Kanton Pardiac-Rivière-Basse.
Die Einwohner werden Castelnausiens und Castelnausiennes genannt.

## Geographie
Castelnau-d’Anglès liegt circa 14 Kilometer nordwestlich von Mirande in der historischen Provinz Armagnac.
Umgeben wird Castelnau-d’Anglès von den sechs Nachbargemeinden:
| Cazaux-d’Anglès | Riguepeu                                    |                |
| Callian         | Kompassrose, die auf Nachbargemeinden zeigt | Saint-Arailles |
| Bassoues        | Montesquiou                                 |                |

Castelnau-d’Anglès liegt im Einzugsgebiet des Flusses Garonne.
Nebenflüsse der Osse durchqueren das Gebiet der Gemeinde, der Ruisseau d’en Martin und die Guiroue mit ihrem Nebenfluss, der Baradée.

## Geschichte
Castelnau-d’Anglès war seit dem 13. Jahrhundert vom Grundherrn von Montesquiou abhängig. Bis zum 18. Jahrhundert konnte die Familie in direkter oder indirekter Linie die Grundherrschaft halten.
Im 13. Jahrhundert besaßen die Templer Güter auf ihren Ländereien und im 15. Jahrhundert eine florierende Glaswerkstatt, später eine Ziegelei. Ein Castelnau (deutsch Neuburg, okzitanisch castèl nòu, im Vulgärlatein castellum novum) ist ein Dorf oder eine Stadt, die im Mittelalter in der Nähe einer Burg gegründet wurde. So war das Dorf von einer Stadtmauer mit zwei befestigten Toren umgeben. Eines dieser Tore schließt sich heute am Kirchengebäude an und dient als Glockenturm. Der Mönch Jean Lamy aus dem Antoniter-Orden verschönerte die kleine Kirche im 17. Jahrhundert.
Die herrschaftliche Burg war ursprünglich ein Festes Haus, das sich außerhalb der Mauern befand. Es besaß einen Donjon und zwei zwölf bis 14 Meter hohen Türmen. Sie drohte einzustürzen und wurde in anderer Form im 19. Jahrhundert neu gebaut, wobei kleinere Überreste am Fundament eines Turms wiederverwendet wurden.

## Einwohnerentwicklung
Nach Beginn der Aufzeichnungen stieg die Einwohnerzahl bis zur ersten Hälfte des 19. Jahrhunderts auf einen Höchststand von rund 420. In der Folgezeit sank die Größe der Gemeinde bei zwischenzeitlichen Erholungsphasen bis zu den 1980er Jahren auf ihrem tiefsten Stand von rund 85 Einwohnern, bevor sie sich auf ein Niveau von rund 90 Einwohner stabilisieren konnte.
| Jahr                       | 1962 | 1968 | 1975 | 1982 | 1990 | 1999 | 2006 | 2011 | 2020 |
| Einwohner                  | 114  | 102  | 96   | 87   | 87   | 90   | 92   | 93   | 86   |
| Quellen: Cassini und INSEE |      |      |      |      |      |      |      |      |      |

## Sehenswürdigkeiten
- Pfarrkirche Saint-Pierre

## Wirtschaft und Infrastruktur
Castelnau-d’Anglès liegt in den Zonen AOC
- des Armagnacs (Armagnac, Bas-Armagnac, Haut-Armagnac, Armagnac-Ténarèze und Blanche Armagnac) und
- des Likörweins Floc de Gascogne (blanc, rosé).[4]

### Verkehr
Castelnau-d’Anglès wird von der Route départementale 252 durchquert.